# Беларуско възвишение
Беларуското възвишение (на беларуски: Беларуская града; на полски: Grzęda Białoruska; на руски: Белорусская гряда) е обширно и дълго възвишение в западната част на Източноевропейската равнина, простиращо се в северната част на Беларус и най-източната част на Полша.
Дължина от запад-югозапад на изток-североизток около 500 km. На запад започва в района източно от град Белосток, а на изток се свързва със Смоленско-Московското възвишение в района на град Орша. Състои се от отделни обособени възвишения, редуващи се от запад на изток: Гродненско, Волковиско, Новогрудско, Минско (връх Дзержинская 345 m, 53°50′55″ с. ш. 27°03′57″ и. д. / 53.848611° с. ш. 27.065833° и. д., най-високата точка на Беларус), Оршанско, Витебско и др. Цялото възвишение има ридово-хълмист релеф и е изградено от моренни и частично водно-ледникови наслаги. Явява се вододел между водосборните басейни на реките Неман и Западна Двина на север, Висла на запад и Днепър на юг и югоизток. От него водят началото си река Неман и притоците ѝ Вилия (Нярис), Ислоч, Щара и др. На север текат малки и къси леви притоци на Западна Двина – Ула, Дисна и др. От южното подножие на Беларуското възвишение водят началото си реките Друт и Березина със Свислоч (десни протоци на Днепър) и няколко големи леви притока на Припят (десен приток на Днепър) – Птич, Случ, Лан, Яселда и др. В западна посока тече река Нарев с притока си Бебжа (от басейна на Висла). В средната, най-висока част на възвишението, на 23 km източно от най-високата му точка е разполажена столицата на Беларус град Минск.